# Aidia racemosa
Aidia racemosa är en måreväxtart som först beskrevs av Antonio José Cavanilles, och fick sitt nu gällande namn av Deva D. Tirvengadum. Aidia racemosa ingår i släktet Aidia och familjen måreväxter. Inga underarter finns listade i Catalogue of Life.